# 奥尔巴尼学院
奥尔巴尼学院（英語：The Albany Academy）是一个仅对男孩开放的美国私立高中，注册入学的学生从学前班(3岁)到12年级。 它在1813年通过一个宪章的签署，在市长 菲利普斯凯勒范伦斯勒 和奥尔巴尼市议会的支持下创建了该学校。 在2007年，奥尔巴尼学院和奥尔巴尼学院女校合并到奥尔巴尼学院。 这两个学校保留他们合并前的传统和特色。 学费范围从13 500美元（学前教育）到23 100美元（12年级）。